# House of D
House of D (br: Reflexos da Amizade / pt: Reviver o Passado) é um filme estadunidense, de 2004, escrito, dirigido, e estrelado por David Duchovny. Foi o primeiro filme dirigido e roteirizado por Duchovny, que escreveu este roteiro em apenas seis dias.

## Sinopse
House of D conta a história de um artista plástico que, ao ver o filho completar 13 anos, resolve acertar as contas com sua família contando a história de sua própria infância, suas amizades, seus temores, e as tragédias que marcaram sua vida.

## Elenco
- Anton Yelchin (Tommy Warshaw)
- Téa Leoni (Katherine Warshaw)
- David Duchovny (Tom Warshaw)
- Robin Williams (Pappass)
- Erykah Badu (Lady Bernadette)